# Joe Ryan
Joe Ryan (23 de maio de 1887 - 23 de dezembro de 1944) foi um ator de cinema estadunidense da era do cinema mudo, que atuou em 52 filmes entre 1913 e 1939.[carece de fontes?]

## Biografia
Nascido no Wyoming em 23 de maio de 1887, trabalhou em ranchos e em shows no oeste, até começar sua carreira cinematográfica. Seu primeiro filme foi o curta-metragem The Hand of the Law, em 1913, pela Colorado Motion Picture Company, para a qual Ryan fez diversos filmes entre 1913 e 1914. Atuou, depois, pela Selig Polyscope Company, em filmes como Making Good (1916) e Trilby's Love Disaster (1916), este um Western escrito e dirigido por Tom Mix. Pela Universal Pictures atuou em filmes como The End of the Rainbow (1916) e pelo Vitagraph Studios em seriados tais como The Fighting Trail (1917), ao lado de William Duncan e Carol Holloway; A Fight for Millions (1918); e Man of Might (1919), entre outros. Alcançou o posto de protagonista na Vitagraph em seriados como Hidden Dangers (1920), em que atuou como o vilão, e The Purple Riders (1921).
A partir do fim dos anos 1920, começou a trabalhar sem créditos nos filmes, em pequenos papéis, tais como na comédia de Harold Lloyd The Kid Brother, em 1927, e em seu último filme, em 1939, Mesquite Buckaroo, com Bob Steele, em que atuou como um participante do rodeio, não-creditado.

## Filmografia parcial

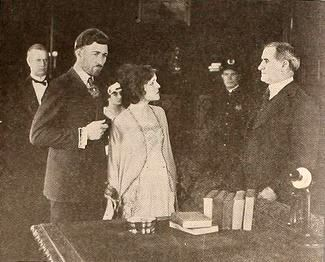
Cena do seriado Hidden Dangers (1920), com Joe Ryan e Jean Paige.

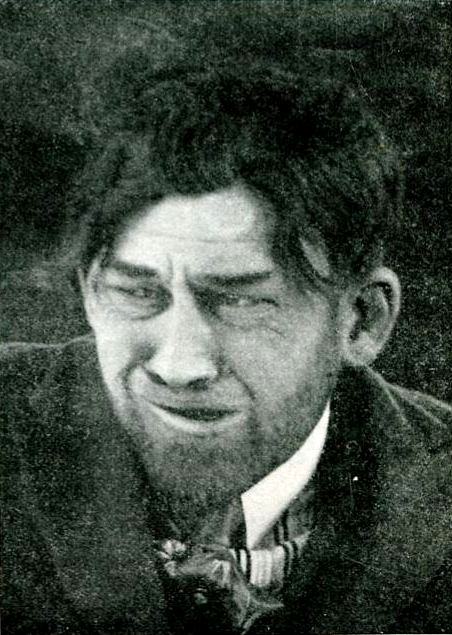
Joe Ryan caracterizado como o lider do Black Circle no seriado Hidden Dangers (1920).

- The Hand of the Law (1913)
- The Range War (1914)
- For His Father's Life (1914)
- Pirates of the Plains (1914)
- Making Good (1916)
- Trilby's Love Disaster (1916)
- The End of the Rainbow (1916)
- The Fighting Trail (1917)
- A Fight for Millions (1918)
- Man of Might (1919)
- Smashing Barriers (1919)
- Hidden Dangers (1920)
- The Purple Riders (1921)
- Lone Fighter (1923)
- The Vanishing American (1925)
- The Kid Brother (1927)
- Thrill Hunter (1933)
- Mesquite Buckaroo (1939)